# Branovo
Branovo (bis 1948 slowakisch „Baromlak“; ungarisch Kisbaromlak – bis 1907 Baromlak) ist eine Gemeinde im Westen der Slowakei mit 577 Einwohnern (Stand 31. Dezember 2024), die zum Okres Nové Zámky, einem Kreis des Nitriansky kraj, gehört.

## Geographie

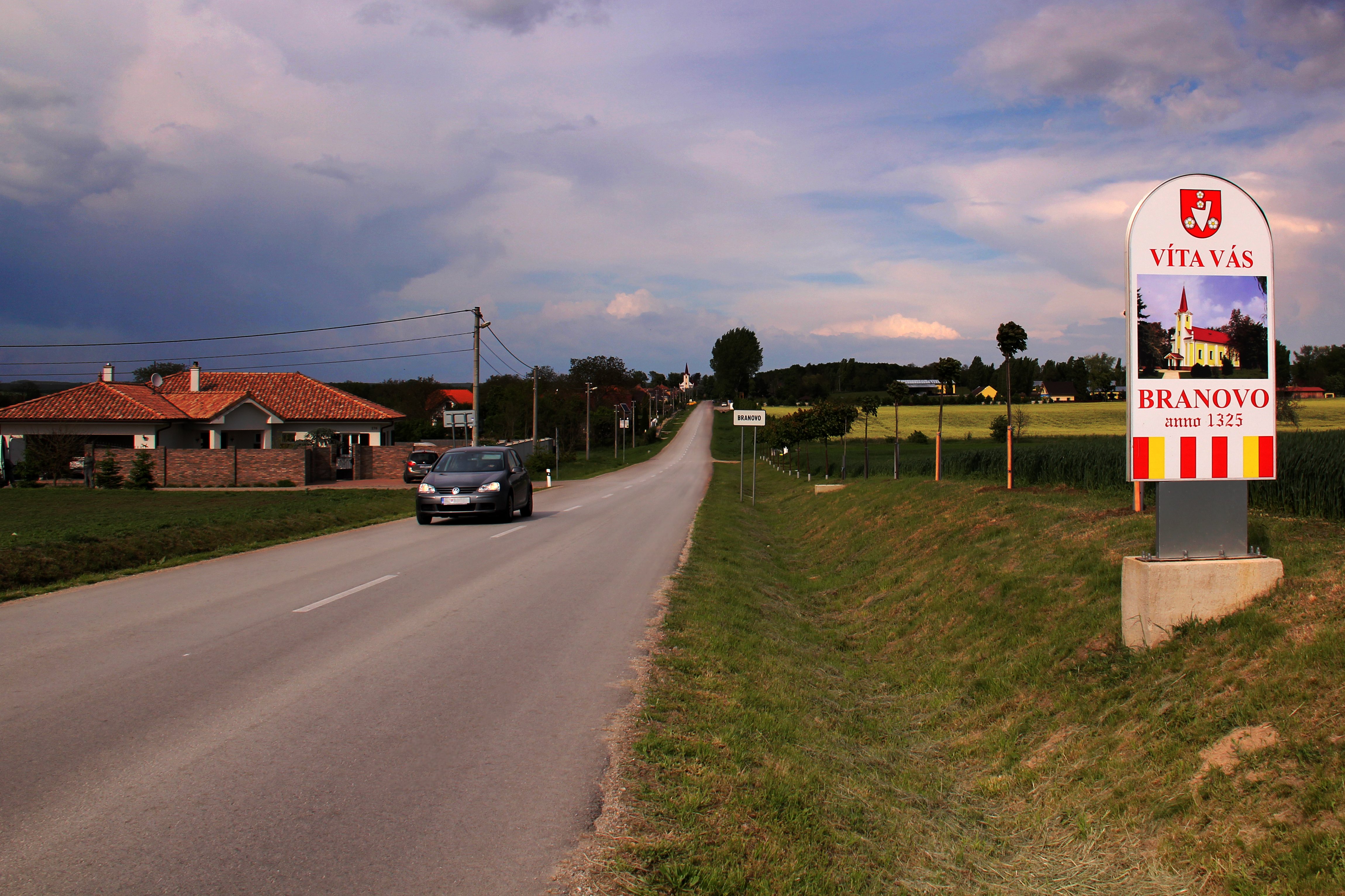
Ortseingang

Die Gemeinde befindet sich am westlichen Rand des Hügellands Hronská pahorkatina innerhalb des slowakischen Donautieflands, am Bach Branovský potok im Einzugsgebiet der Žitava. Das Ortszentrum liegt auf einer Höhe von 130 m n.m. und ist 13 Kilometer von Nové Zámky entfernt.
Nachbargemeinden sind Veľké Lovce im Nordosten, Semerovo im Osten, Dvory nad Žitavou im Süden und Westen und Bešeňov im Nordwesten.

## Geschichte

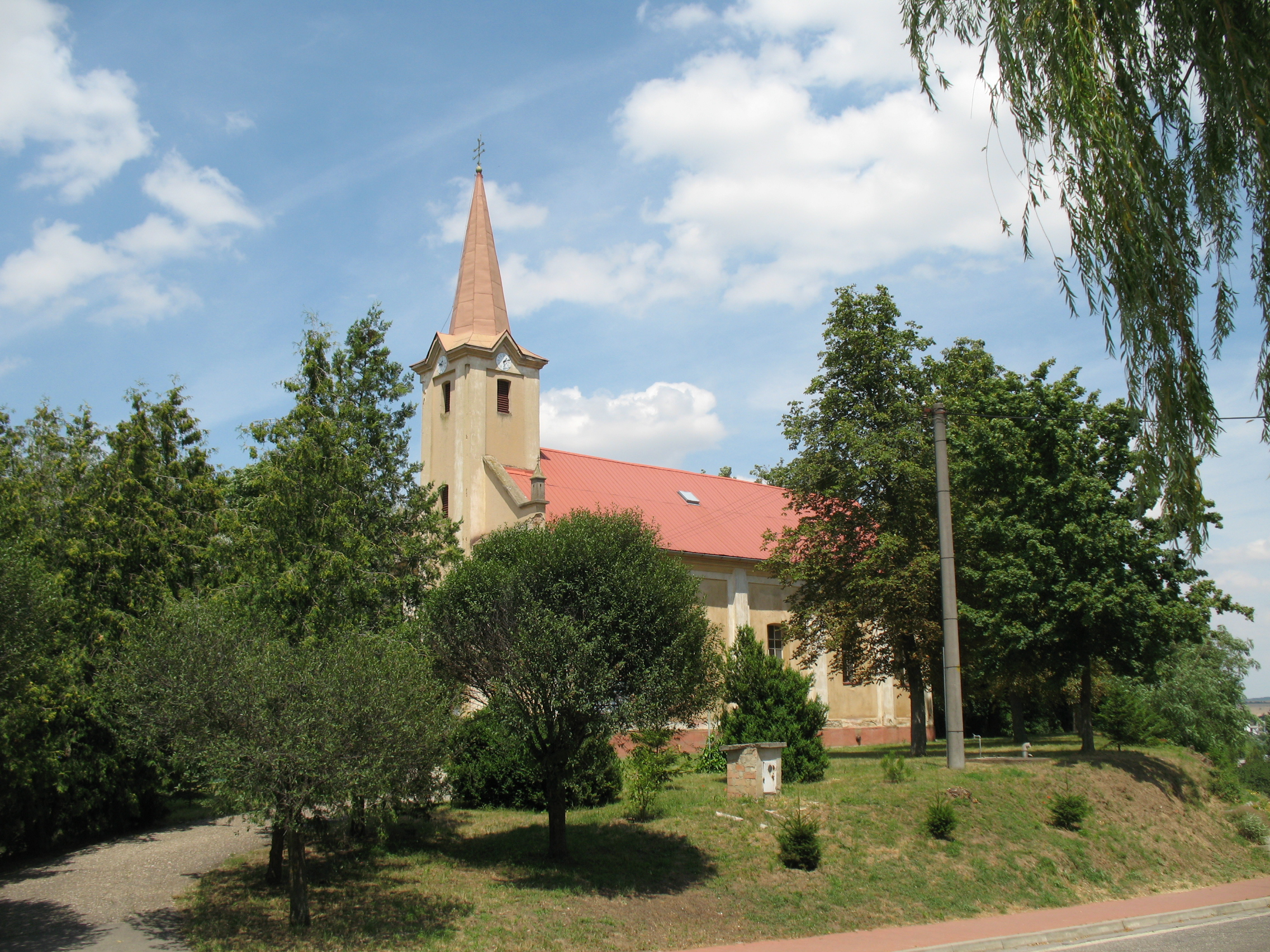
Kirche in Branovo

Branovo wurde zum ersten Mal 1418 als Barumlak schriftlich erwähnt und war Besitz des örtlichen Landadels. Während der türkischen Besetzung des Gebiets verödete das ursprüngliche Dorf am heute als Stará ves bekannten Ort und wurde auf einer anderen Stelle neu gegründet. Zu den Besitzern gehören unter anderem die Familien Szentmihályi und Kürthy im 16., Izdenczi und Csery im 17., Bory und Bajcsy im 18. sowie Bajczy, Pláthy und andere im 19. Jahrhundert. 1715 gab es 14 Haushalte, 1787 hatte die Ortschaft 38 Häuser und 247 Einwohner, 1828 zählte man 39 Häuser und 335 Einwohner, die als Landwirte beschäftigt waren.
Bis 1918/1919 gehörte der im Komitat Komorn liegende Ort zum Königreich Ungarn und kam danach zur Tschechoslowakei beziehungsweise heute Slowakei. Auf Grund des Ersten Wiener Schiedsspruchs lag er 1938–1945 noch einmal in Ungarn.

## Bevölkerung
| Jahr                | 1994 | 2004    | 2014    | 2024    |
| ------------------- | ---- | ------- | ------- | ------- |
| Anzahl der Personen | 554  | 570     | 600     | 577     |
| Unterschied         |      | +2,88 % | +5,26 % | −3,83 % |

| Jahr                | 2023 | 2024    |
| ------------------- | ---- | ------- |
| Anzahl der Personen | 580  | 577     |
| Unterschied         |      | −0,51 % |

Nach der Volkszählung 2011 wohnten in Branovo 590 Einwohner, davon 537 Slowaken und 26 Magyaren. Ein Einwohner gab eine andere Ethnie an und 26 Einwohner machten keine Angabe zur Ethnie.
483 Einwohner bekannten sich zur römisch-katholischen Kirche, 10 Einwohner zur Evangelischen Kirche A. B., drei Einwohner zu den Zeugen Jehovas, jeweils zwei Einwohner zur jüdischen Gemeinde und zur reformierten Kirche, jeweils ein Einwohner zur evangelisch-methodistischen Kirche und zur griechisch-katholischen Kirche und zwei Einwohner zu einer anderen Konfession. 37 Einwohner waren konfessionslos und bei 49 Einwohnern wurde die Konfession nicht ermittelt.

## Bauwerke und Denkmäler
- römisch-katholische Kirche im Barockstil aus dem Jahr 1739